# Katalog Dolidze-Dzimselejsvili
Katalog Dolidze-Dzimselejsvili – katalog astronomiczny zawierający 11 gromad otwartych zestawiony przez dwóch astronomów V. M. Dolidze i G. Dzimselejsvili i opublikowany w 1966 roku.

## Dane obserwacyjne
| Obiekt  | Gwiazdozbiór | Rektascensja (J2000) | Deklinacja (J2000) | Rozmiar kątowy | Ilość gwiazd | Wielkość gwiazdowa |
| ------- | ------------ | -------------------- | ------------------ | -------------- | ------------ | ------------------ |
| DoDz 1  | Baran        | 02h 47m 24s          | +17° 12′ 00″       | 12,0'          | 12           | 8,5 – 11           |
| DoDz 2  | Orion        | 05h 23m 54s          | +11° 28′ 00″       | 12,0'          | 12           | 9 – 10,5           |
| DoDz 3  | Byk          | 05h 33m 42s          | +26° 29′ 00″       | 15,0'          | 10           | 9 – 11,5           |
| DoDz 4  | Byk          | 05h 35m 54s          | +25° 57′ 00″       | 28,0'          | 15           | 6,5 – 9,5          |
| DoDz 5  | Herkules     | 16h 27m 24s          | +38° 04′ 00″       | 27,0'          | 7            | 9 – 11             |
| DoDz 6  | Herkules     | 16h 45m 18s          | +38° 17′ 00″       | 17,0'          | 5            | 9 – 12             |
| DoDz 7  | Herkules     | 17h 10m 36s          | +15° 32′ 00″       | 20,0'          | 6            | ~ 10               |
| DoDz 8  | Herkules     | 17h 26m 12s          | +24° 11′ 00″       | 14,0'          | 6            | 8,5 – 9,5          |
| DoDz 9  | Herkules     | 18h 08m 48s          | +31° 32′ 00″       | 34,0'          | 15           | 8,5 – 11           |
| DoDz 10 | Łabędź       | 20h 05m 42s          | +40° 32′ 00″       | 20,0'          | 12           | 8,5 – 11           |
| DoDz 11 | Łabędź       | 20h 51m 00s          | +35° 57′ 00″       | 13,0'          | 12           | 9,5 – 12           |